# ПС-2000

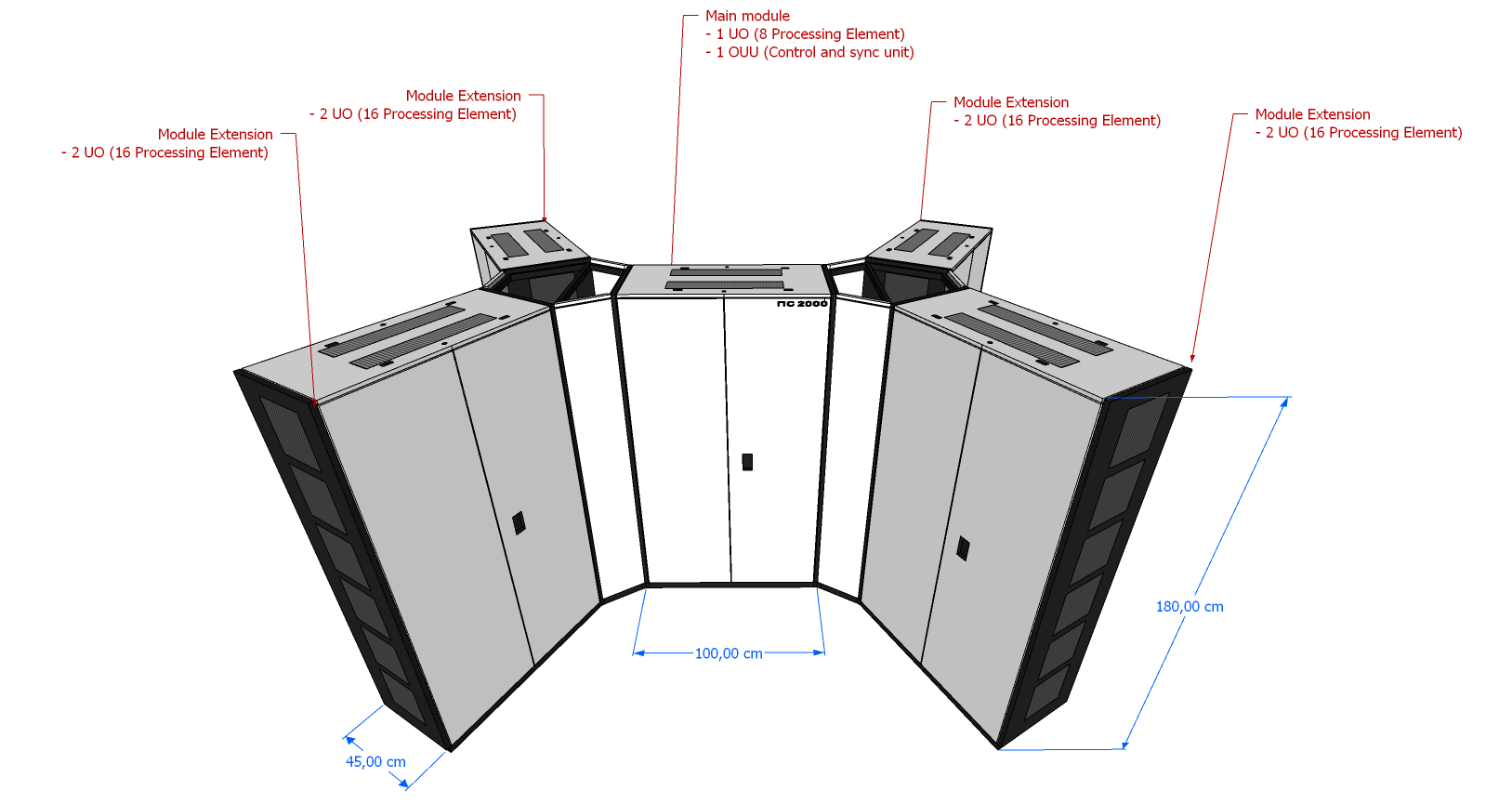
Общий вид ЭВМ «ПС-2000»

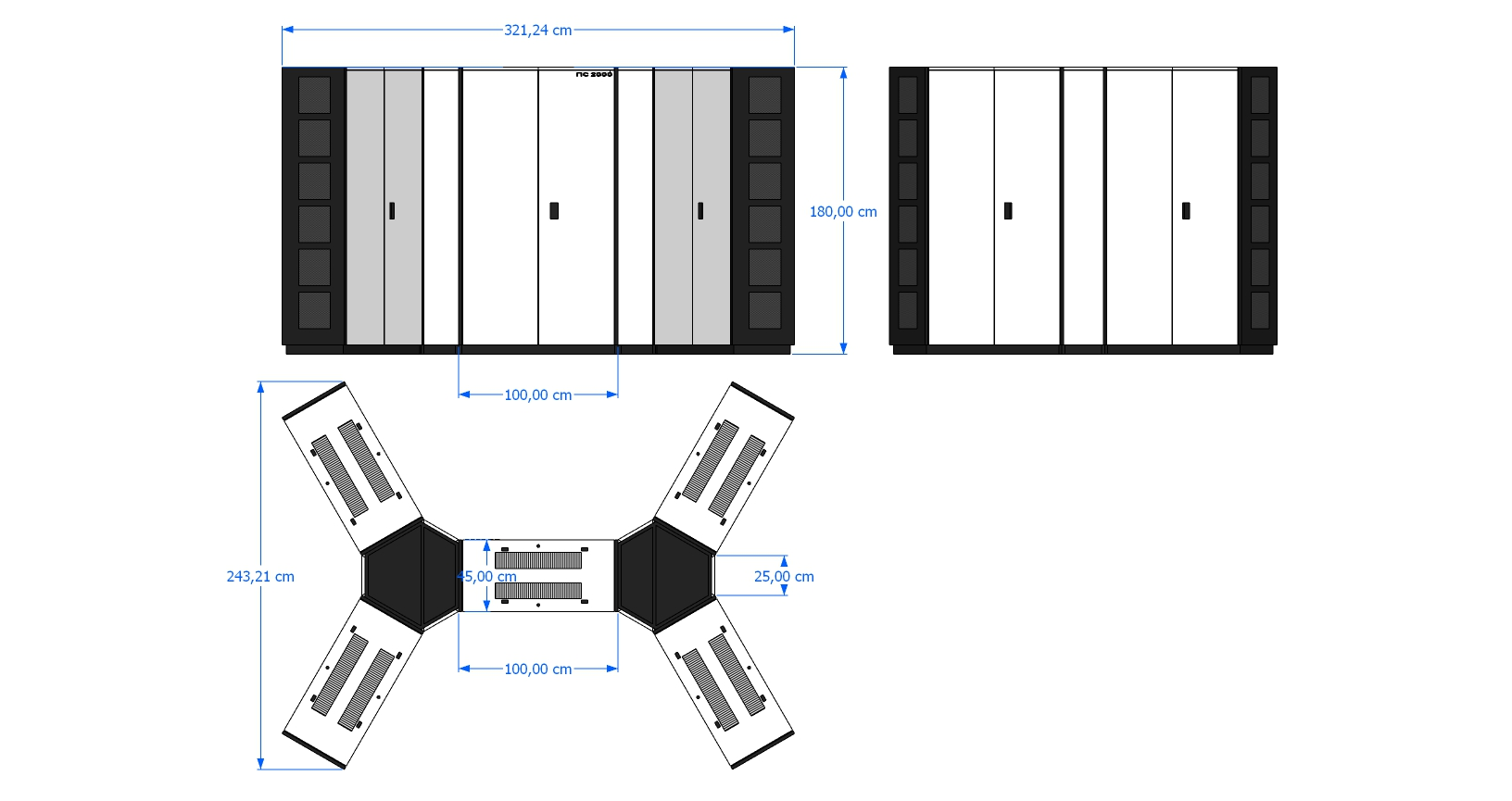
3-х осевой план суперкомпьютера ПС-2000

ПС-2000 (перенастраиваемая структура) — советская многопроцессорная вычислительная система, одна из первых серийно выпускаемых суперЭВМ.

## История
Разработан на НПО «Импульс» (НИИ управляющих вычислительных машин) при участии Института проблем управления (автоматики и телемеханики) Минприбора СССР и АН СССР в 1979 году, выпуском занимался Северодонецкий приборостроительный завод с 1981 по 1988 годы, выпустив за это время 242 машины.
Также была создана векторная вычислительная система ПС-2100 с повышенной производительностью. В ней предусмотрена возможность сегментации процессоров. Новизна состояла в проектировании набора интегральных схем для арифметико-логического устройства и памяти процессорных элементов. Опытная партия интегральных схем для ПС-2100 была изготовлена на Воронежском заводе полупроводников.

## Параметры

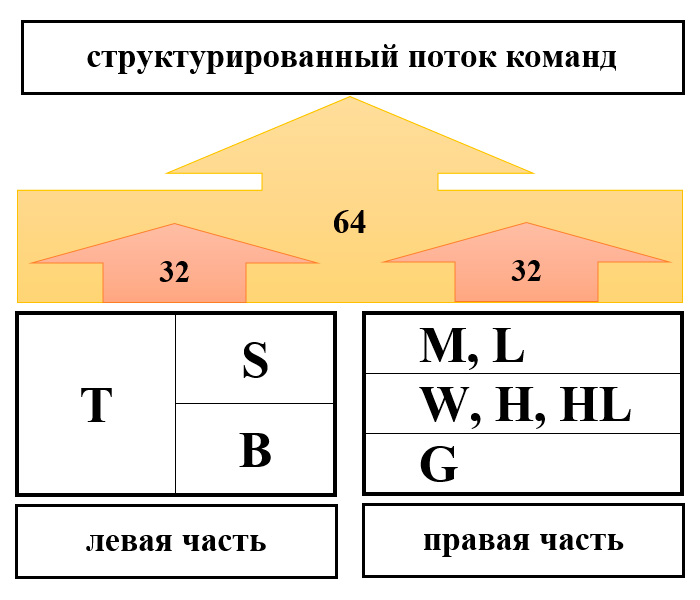
Структура команд ЭВМ «ПС-2000»

Производительность составляла 200 миллионов операций в секунду для ПС-2000 и 1,5 миллиарда операций в секунду для ПС-2100. Реализована архитектура ОКМД.

## Применение
Основной сферой применения являлись геофизические расчёты, даже были сделаны специальные экспедиционные вычислительные комплексы ЭГВК ПС-2000, отлично приспособленные к работе в условиях геофизических экспедиций, которые не занимали большой площади, потребляли мало энергии и не требовали больших расходов на эксплуатацию. Особо данные машины подходили к обработке массивных данных сейсмологических разведок.
В Центре управления полётами до конца XX века работал телеметрический вычислительный комплекс, в котором центральная система базировалась на «Эльбрусе-2», а предварительную обработку телеметрической информации осуществляла периферийная система на ПС-2000. Также данная машина применялась для орбитальной станции «Мир».